# フッ化ホルミル
フッ化ホルミル（フッかホルミル、英: formyl fluoride）は式HC(O)Fで表される有機化合物である。
フッ化ホルミルは1934年に最初に報告された。  多くの製法の中で、典型的なのは、ギ酸ナトリウムとフッ化ベンゾイル（フッ化水素カリウムと塩化ベンゾイルからin situで生成）との反応によるものである。
{\displaystyle {\ce {HCOONa + C6H5COF -> FC(O)H + C6H5COONa}}}

## 構造
平面状分子である。COとCFの距離はそれぞれ1.18オングストローム、1.34オングストロームである。

## 反応
フッ化ホルミルは、室温付近で自触媒反応を起こし一酸化炭素とフッ化水素に分解する。
{\displaystyle {\ce {HC(O)F -> HF + CO}}}
化合物の感受性のため、反応は低温で行われ、サンプルはしばしば無水アルカリ金属フッ化物、例えばHFを吸収するフッ化カリウム上に貯蔵される。
ベンゼン（および他の芳香族炭化水素）は三フッ化ホウ素の存在下でフッ化ホルミルと反応してベンズアルデヒドを生じる。関連反応において、塩化ホルミルはガッターマン反応においてホルミル化反応に関与している。フッ化ホルミル／BF3とペルジュウテリオベンゼン（C6D6）との反応は、ベンゼンのフリーデル・クラフツ反応によるアセチル化において観察される同位体効果と同様に、2.68の速度論的同位体効果を示す。しかしながら、COとヘキサフルオロアンチモン酸との混合物によるベンゼンのホルミル化は同位体効果を示さず（C6H6およびC6D6は同じ速度で反応する）、この反応がより反応性のホルミル化剤、おそらくCHO+を含むことを示す。
フッ化ホルミルは、ハロゲン化アシルからと予想される反応を受ける：アルコールおよびカルボン酸は、それぞれギ酸エステルおよび混合酸無水物に変換される。